# Marcel Carné
Marcel Carné (18 de agosto de 1906 - 31 de outubro de 1996) foi um cineasta francês.

## Filmografia
- 1929 : Nogent, Eldorado du dimanche
- 1936 : Jenny
- 1937 : Drôle de drame
- 1938 : Le Quai des brumes
- 1938 : Hôtel du Nord
- 1939 : Le jour se lève
- 1942 : Les Visiteurs du soir
- 1945 : Les enfants du paradis
- 1946 : Les Portes de la nuit
- 1947 : La Fleur de l'âge  (inacabado)
- 1950 : La Marie du port
- 1950 : Juliette ou la Clé des songes
- 1953 : Thérèse Raquin
- 1954 : L'Air de Paris
- 1956 : Le Pays d'où je viens
- 1958 : Les Tricheurs
- 1960 : Terrain vague
- 1962 : Du mouron pour les petits oiseaux

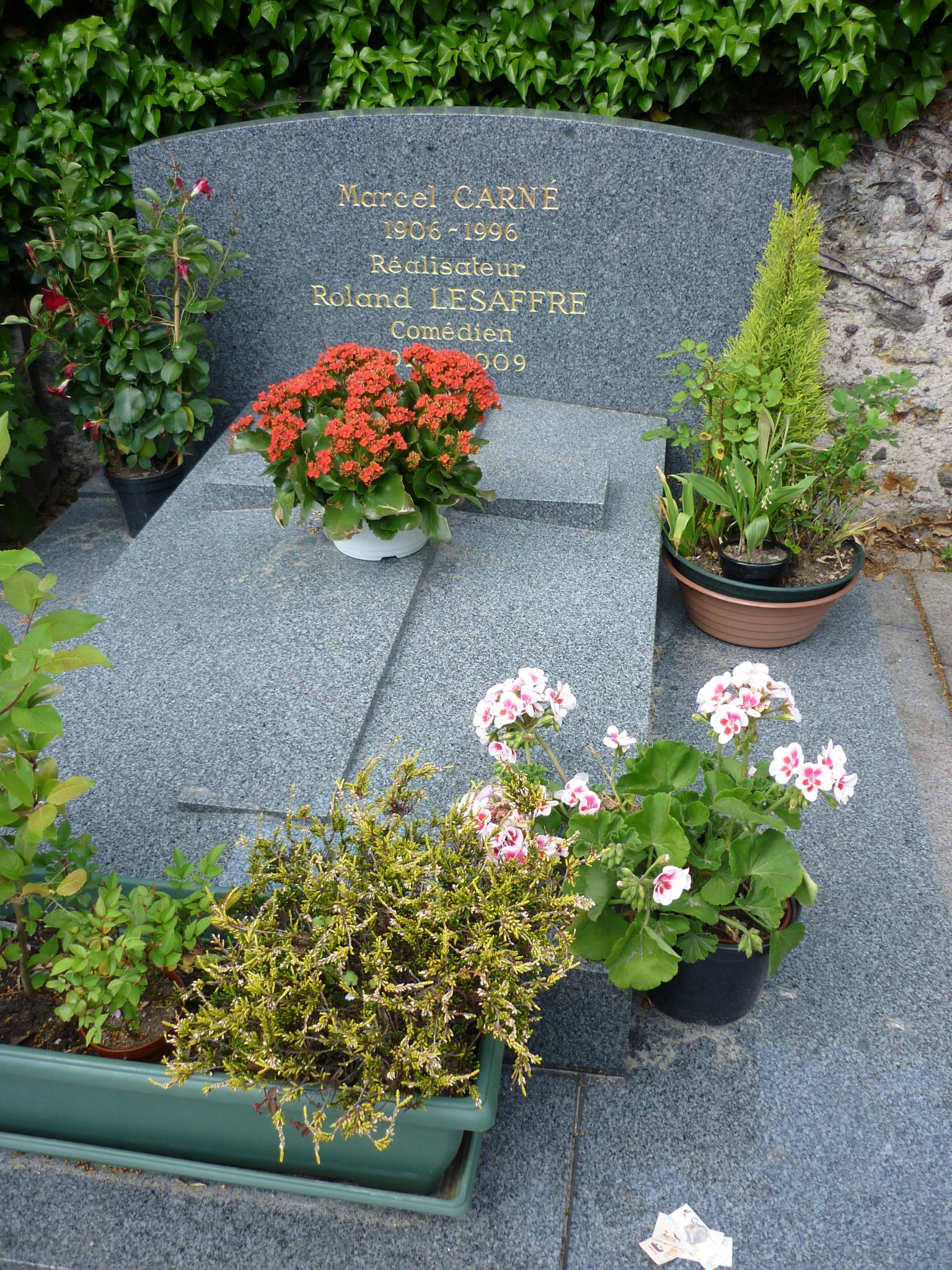
Lápide de Marcel Carné.

- 1965 : Trois chambres à Manhattan
- 1968 : Les Jeunes Loups
- 1971 : Les Assassins de l'ordre
- 1974 : La Merveilleuse Visite
- 1977 : La Bible
- 1991 : Mouche  (inacabado)